# Fort Jalore
Fort Jalore – fortu zbudowany pomiędzy VIII a X wiekiem na wzgórzu na terenie obecnego miasta Jalore w indyjskim stanie Radżastan. Budowniczymi fortu byli władcy z dynastii Paramara.

## Historia
Fort został zbudowany między VIII a X wiekiem przez władców z rodu Parmar. W 1181 roku Kirtipala, najmłodszy syn Alhany, władcy Nadol, ustanowił linię Czauhanów w Jalore, zdobywając miasto. Po jego śmierci w 1182 roku tron objął jego syn, Samarasimha. Następnym władcą został Udayasimha, za panowania którego Jalore przeżywało swój złoty okres. Udayasimha był potężnym i zdolnym władcą, który poszerzył swoje terytorium. Odzyskał Nadol i Mandore z rąk muzułmanów. W 1228 roku Iltutmish, sułtan Delhi, oblegał Jalore, jednak Udayasimha stawił mu zaciekły opór. Po jego śmierci władzę objęli kolejno Chachigadeva i Samantasimha. Po Samantasimhie tron przypadł jego synowi, Kanhadadevowi. Za rządów Kanhadadeva, w 1311 roku, fort został zdobyty przez sułtana Ala ud-Din Chaldżiego.